# Friedrich Anton Georg Karl von Bock und Hermsdorf

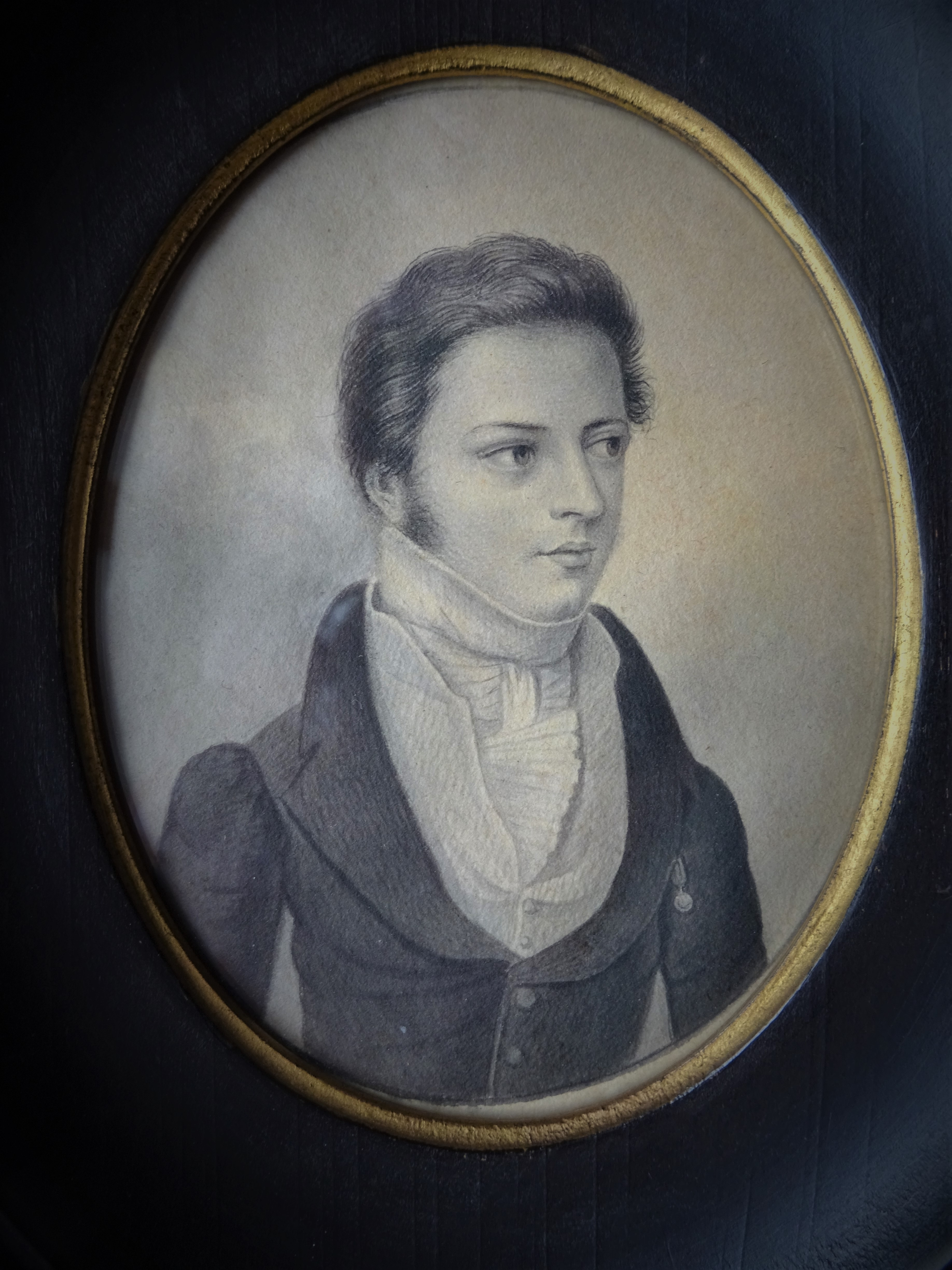
Miniaturporträt, Stift und Tusche auf Bütten, ca. 1830

Friedrich Anton Georg Karl Freiherr von Bock und Hermsdorf (*  21. Januar 1798 in Frankfurt am Main; † 23. Oktober 1866 in Wiesbaden) war ein hessisch-nassauischer Staatsbeamter, Gesandter und Kammerherr. Er war Präsident des Hofmarschallamtes des Herzogtums Nassau und Inhaber hoher Orden.

## Eltern
Seine Eltern waren Friedrich Karl Freiherr von Bock und Hermsdorf (* 18. Oktober 1762 in Mannheim; † 13. Juli 1834 in Wiesbaden), Legationsrat, Gesandter, verheiratet seit dem 8. Mai 1797 in Frankfurt am Main mit Henriette Caroline Anna Sibylla Freiin von Holzhausen (* 7. November 1773 in Frankfurt am Main; † 17. August 1834 in Seligenstadt), Tochter des Carl Justinian Freiherr von Holzhausen (1750–1793) und Marie Sophie Friederike von Holzhausen (1748–1796).

## Leben
Er studierte an der Forstakademie Dreißigacker, die 1801 vom berühmten Forstwissenschaftler und Ornithologen Johann Matthäus Bechstein im Schloss Dreißigacker, einem Stadtteil der südthüringischen Kreisstadt Meiningen, als eine Lehranstalt für Forst- und Jagdkunde gegründet worden war. 1815 unterbrach er sein Studium und war als Herzoglich-Nassauischer Leutnant im 2. Regiment im Feldzug in den Niederlanden und Teilnehmer der Schlacht bei Waterloo. Dies obwohl das Herzogtum Hessen-Nassau erst auf Druck und mit Einwilligung Napoleons gegründet wurde. Vor dem erkennbaren Untergang Napoleons, trat aber das Fürstentum aus dem Rheinbund aus, wechselte die Fronten und wurde zum Kriegsgegner. Am 15. Juni 1815 stand das 2. Regiment Nassau im Rahmen der Brigade des Prinzen von Sachsen-Weimar an der wichtigen Straßenkreuzung von Quatre-Bras, die die Hauptstrasse von Charleroi und Brüssel nach Norden und von Osten nach Westen in Richtung Namur und Nivelles teilte. Von dieser Linie aus sollte der französische Vorstoß aufgehalten werden. Das II. Bataillon unter Major von Normann rückte bereits am Vormittag Richtung Süden auf Frasnes vor und verwickelte die französische Vorhut mit der leichten Kavallerie-Division Pire in ein erstes Gefecht. Am frühen Nachmittag stießen die Regimenter unter Marschall Ney weiter auf Quatre Bras vor und die Nassauer zogen sich zügig auf ihre Ausgangsposition zurück. Nach dem Sieg über Napoleon nahm er sein Studium nunmehr in Marburg wieder auf. 1816 wurde er in den nassauischen Staatsdienst übernommen. Zunächst wurde er 1816 Jagdjunker im nassauischen Forstdienst, 1817 Kammerjunker, 1819 Domänen-Akzessist in Wiesbaden, dann Forstassessor bei der General-Domänendirektion, 1824 Oberförster in Oestrich, 1829 Oberforstbeamter in Hachenburg, wo auch 1831 seine erste Tochter Charlotte geboren wurde. 1833 war er Kammerherr, 1835–1843 Generaldirektor der Domänendirektion. 1839 starb Herzog Wilhelm von Hessen-Nassau, worauf dessen 22-jähriger Sohn Adolph die Herrschaft übernahm. Auch unter dem neuen Herzog ging die Karriere weiter. Ab 1842 wurde Friedrich Anton Georg Karl Freiherr von Bock und Hermsdorf  Leiter der Ministerialgeschäfte für Äußeres für das Herzoglich Nassauische Fürstenhaus, 1843–1848 war er Geheimer Rat und Präsident der General-Domänendirektion, ab 1845 auch Obersthofmeister, 1845–1847 Gesandter am Bayerischen Hof in München für das Herzogtum Nassau, 1847 Oberkammerherr, Wirklicher Geheimer Rat und Präsident des Hofmarschallamtes des Herzoglich Nassauischen Fürstenhauses in Wiesbaden. 1866 erfolgte dann die Annexion des Fürstentums Hessen-Nassau durch das Königreich Preußen. Zwei Monate nach erfolgter Übernahme starb er am 23. Oktober 1866 in Wiesbaden mit 68 Jahren.

## Ehe und Nachkommen
Friedrich von Bock und Hermsdorf heiratete als 29-Jähriger am 21. Januar 1827 in Seligenstadt die 21-jährige Juliane Freiin von Nordeck zur Rabenau (* 9. Dezember 1806 auf dem Hofgut Appenborn; †  18. Januar 1888 in Clarens bei Montreux am Genfersee), Tochter des Gottlieb Freiherr von Nordeck zur Rabenau und der Charlotte Freiin von Zwierlein. Sie war 22 Jahre Witwe und starb in der Nähe der Begräbnisstätte ihre jüngsten, 1874 in Genf verstorbenen Tochter. Das Ehepaar hatte vier Töchter.
- Tochter Charlotte Henriette Sophie Eleonore Luise Mathilde Freiin von Bock und Hermsdorf (* 18. Januar 1831 in Hachenburg; † 30. September 1908 in Frankfurt am Main), heiratete als 23-Jährige am 6. Juni 1854 in Biebrich den 28-jährigen Philipp Freiherr von Malapert gen. von Neufville, (* 4. April 1826 in Wiesbaden; † 7. November 1908 in Frankfurt am Main), Großherzoglich-Luxemburgischer Kammerherr, Königlich-Preußischer Major, Rechtsritter des Johanniterordens, Mitglied des Hauses Frauenstein. Seine Eltern waren Karl Freiherr von Malapert gen. von Neufville, Herzoglich-Nassauischer Kammerherr und Major und Christiane von Heyden.
  - Enkel Fritz Freiherr von Malapert-Neufville (* 22. März 1855, † 1932 ?), Korvettenkapitän, heiratete als 47-Jähriger am 22. Mai 1902 auf dem Schloss Angelroda (in Angelroda, Ilm-Kreis, Thüringen) seiner Schwiegereltern die 26-jährige Luise von Witzleben (* 26. Januar 1876 in Arlesberg (Geratal)) aus dem thüringischen Uradel. Ihr Vorfahr Johannes Georg von Witzleben (1677–1743) hatte 1711 als Kammerjunker und Reisemarschall des Fürsten von Schwarzburg das Schloss nebst Rittergut Angelroda als alleiniger Besitzer erhalten und so die Angelrodaer Linie der Familie begründete. 1947 wurde das Schloss/Herrensitz Angelroda abgebrochen.
- Tochter Pauline Friederike Marie Freiin von Bock und Hermsdorf (* 18. März 1838 in Wiesbaden; † um 1897/98), heiratete als 30-Jährige am 22. Januar 1868 in Karlsruhe Paul Scheluchien, Rentier in Riga.
- Tochter Charlotte Emma Hedwig Luise Henriette Freiin von Bock und Hermsdorf (* 18. Dezember 1842 in Wiesbaden; † 24. Dezember 1903 in Frankfurt am Main), unverheiratet, ein Jahr nach dem Tod des Vaters 1866 seit 1867 Stiftsdame des Cronstetten Stiftung in Frankfurt am Main.
- Tochter Caroline Stephanie Christiane Georgine Freiin von Bock und Hermsdorf (* 8. Januar 1845 in Wiesbaden, † 6. Dezember 1874 in Genf), heiratete als 29-Jährige am 24. Februar 1874 in Frankfurt am Main den 32-jährigen Jules-Edmond Boissier (* 31. August 1842 in Genf; † 26. September 1890 in Cologny, Kanton Genf), Gutsbesitzer und Patrizier in Genf

## Auszeichnungen
- Nassauische Hausorden vom Goldenen Löwen im April 1864[2]
- Verdienstorden Philipps des Großmütigen, Großkreuz
- Oldenburgischer Haus- und Verdienstorden des Herzogs Peter Friedrich Ludwig, Kommandeur
- Nordstern-Orden, Kommandeur
- Russischer Orden der Heiligen Anna, Kommandeur

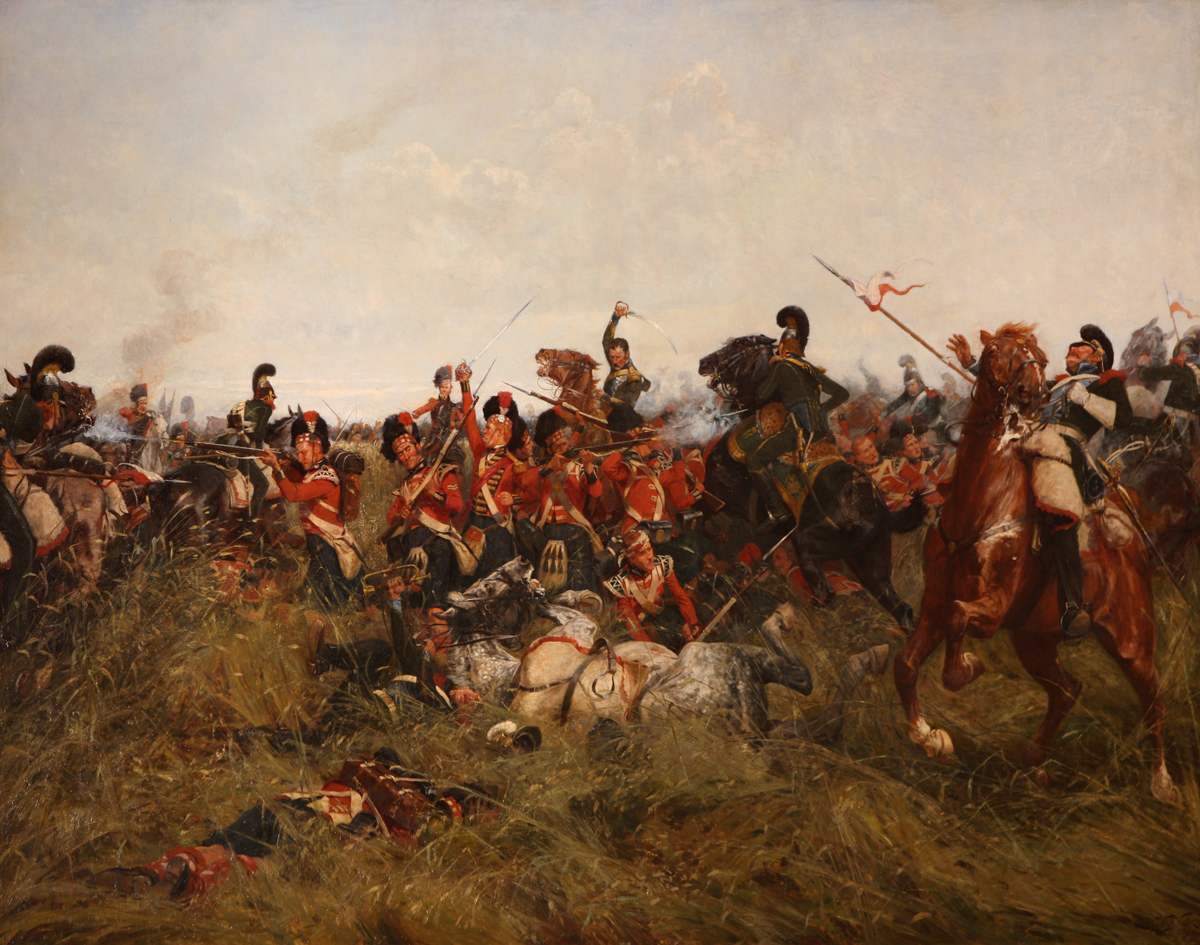
Die Schlacht von Quatre Bras am 16. Juni 1815
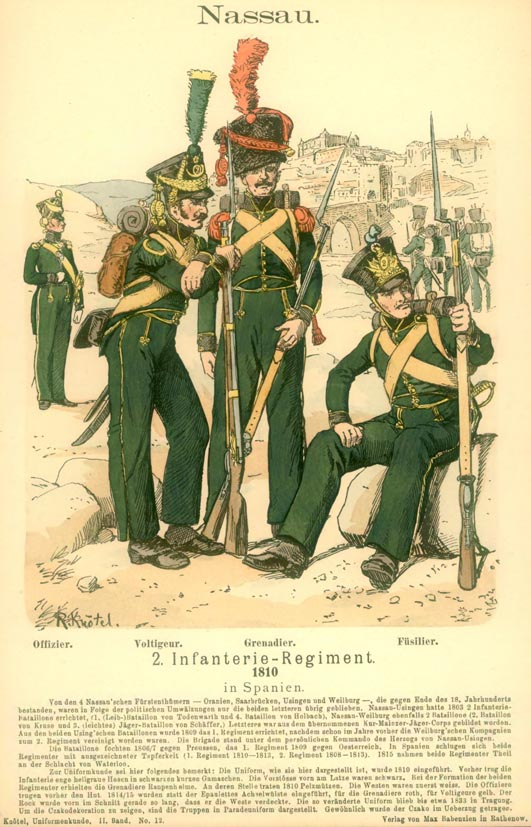
Nassau. 2. Infanterie-Regiment. Uniform 1810 in Spanien